# Den sjette jordbaserede FM-radiokanal
Den sjette jordbaserede FM-radiokanal eller FM6 er en betegnelse for den sjette radiokanal, der udsendes via det danske FM-sendenet. Ligesom den femte jordbaserede FM-radiokanal drives kanalen på kommercielle vilkår. I modsætning til de øvrige jordbaserede FM-kanaler kan den sjette FM-kanal ikke modtages over hele landet, men kun af ca. 45 procent af befolkningen. Kanalen består af frekvensen 100,0 MHz, der udsendes fra Hove og dækker store dele af Sjælland herunder Storkøbenhavn, samt 99,9 MHz i Randers. Siden 2005 er kanalen desuden blevet udsendt landsdækkende via DAB.

## Radio 100FM
Det første udbud af FM5 og FM6 foregik ved en auktion, der blev afholdt 18. juni 2003 hos Bruun Rasmussen Kunstauktioner. Sendetilladelse til FM6 blev købt af det hollandske Talpa Radio International for en årlig koncessionsafgift på 22,5 mio.kr. samt en eventuel variabel afgift, der afhænger af stationens omsætning, såfremt denne skulle overstige 25 mio. kr. Sendetilladelsen gjaldt 8 år fra 15. november 2003, og kanalen var ikke underlagt nogen public service-forpligtelser. De øvrige bydere på kanalen ved auktionen var Radio 2, Bonnier og TV 2.
Den nye kanal fik navnet Radio 100FM, hvilket refererer til kanalens frekvens i Storkøbenhavn − 100,0 MHz. Ved lanceringen på dagen for sendetilladelsens ikrafttrædelse havde kanalen en dækning på 38% af befolkningen, hvilket dog blev udvidet til 77% ved samarbejde med lokalradioer, dvs. ved samsending på andre frekvenser i tillæg til FM6.
Radio 100FM gik i betalingsstandsning 28. september 2009 og var således ikke i stand til at betale den årlige koncessionsafgift. 22. november 2009 forsvandt FM6 således fra æteren.

## POP FM
I 2010 blev kanalen på ny sendt i udbud, men klog af skade valgte forligspartierne bag medieaftalen denne gang at lade det ske under andre betingelser. Udbuddet foregik som en skønhedskonkurrence varetaget af Radio- og tv-nævnet, hvor der blev lagt særlig vægt på en troværdig forretningsplan samt ansøgernes økonomiske soliditet og kompetencer til at drive radio- eller anden medievirksomhed. Der skulle ikke betales en fast koncessionsafgift, men den variable afgift blev bevaret, dog med tærsklen for årlig omsætning forhøjet fra 25 til 75 mio. kr.
Kanalen blev vundet af Berlingske Media og SBS Radio, der havde stiftet selskabet FM 6 A/S med ejerandelene 60% hhv. 40%. Derudover havde det nye selskab bag Radio 100FM afgivet bud.
Den nye kanal får navnet POP FM og går i luften i sensommeren 2010. SBS har i årene 1999-2005 drevet en FM-station under dette navn og fra januar 2010 en internetradiostation.